# Luis Benites
Luis Enrique Benites Vargas (Piura, 9 de julio de 1996) es un futbolista peruano. Juega como extremo y su equipo actual es el Club Cienciano de la Liga 1 del Perú. Tiene 28 años.

## Trayectoria

### Deportivo UNP
Benites debutó en el fútbol en la Copa Perú en su natal Piura a inicios de 2014, jugando la Liga distrital de esta ciudad con el Club Deportivo UNP. Sin embargo, su equipo quedó eliminado en esta instancia del certamen al finalizar en el tercer lugar y no poder acceder a la siguiente fase.  

### Defensor La Bocana
En septiembre de 2014, fue fichado por el Defensor La Bocana de Sechura para enfrentar la Etapa regional y Etapa nacional de la Copa Perú de ese año, llegando hasta las semifinales del torneo donde fueron eliminados por el Sport Loreto de Pucallpa. Debido a sus buenas actuaciones, se le renovó contrato por una temporada más, siendo esta vez mucho más fructífera al ganar la Copa Perú 2015. Por ello, el elenco sechurano decidió incluirlo en el plantel que disputaría la Primera División del Perú por primera vez en el Descentralizado 2016, debutando el 26 de febrero de ese año ante el FBC Melgar siendo titular. Jugó un total de 28 partidos y anotó 1 gol. No obstante, La Bocana descendió a Segunda División al término de la temporada y decidió no ampliar más su vínculo con el futbolista. 

### Alianza Atlético
Con el objetivo de seguir jugando en la primera división, Benites firmó por el Alianza Atlético por el Descentralizado 2017, debutando el 4 de febrero en la victoria 0-1 ante la Universidad San Martín. En este club, fue cuando empezó a alternar sus primeros partidos como extremo (su posición actual), debido a que antes solamente era usado como defensa o mediocampista defensivo. Con los sullanenses, jugó 26 encuentros. Sin embargo, al término de la temporada este equipo también descendió y se decidió no renovar su contrato. 

### Atlético Grau
Con el objetivo de conseguir el ascenso, Atlético Grau incluyó a Benites en su plantel para la Segunda División 2018, jugando por primera vez en una escuadra de su ciudad de manera profesional. Con el elenco piurano llegó hasta los play-off de la temporada, pero cayeron en los cuartos de final ante el Carlos Mannuci, quienes a la postre serían subcampeones y obtendrían el ascenso, por lo que su vínculo con los albos no se ampliaría. Si bien estuvo rotando de posiciones, con ellos básicamente fue extremo y con la diferencia que solo alternó en puestos ofensivos. Jugó 23 partidos y marcó 5 goles.

### Carlos A. Mannucci
Tras haber visto su performance durante la Segunda División pasada, el Carlos A. Mannucci de Trujillo lo llamó para su plantel que afrontaría la Liga 1 2019. Su debut fue el 16 de febrero en el empate 4-4 ante el Ayacucho FC y si bien fue un extremo titular durante el Torneo Apertura, en el Torneo Clausura perdió espacio en el club. A pesar de ese abrupto final, se le renovó contrato por un año más y en esta si bien fue titular durante toda la campaña, fue puesto como lateral derecho. Al término de la misma, se decidió no extender su vínculo. Jugó un total de 37 encuentros con 1 gol y 4 asistencias.

### Sport Huancayo
El cuadro de Sport Huancayo decidió contratarlo por toda la Liga 1 2021 debutando el 22 de marzo en la victoria 3-0 ante el Deportivo Binacional y asentándose totalmente como extremo, aunque siendo utilizado como lateral por ambas bandas en contadas ocasiones. Además, Benites tuvo la oportunidad de jugar un certamen internacional por primera vez en su carrera en la Copa Sudamericana 2021 con el Rojo Matador, participando en más de la mitad de los partidos de la misma. Culminó esa temporada con 22 encuentros, 2 goles y 1 asistencia, por lo que estando satisfechos con su rendimiento, los de Huancayo decidieron ampliar su vínculo un año más. 
En esta segunda temporada con el equipo de la Incontrastable, tuvo su mejor performance de su carrera en el Torneo Apertura 2022, pues sin necesidad de ser delantero, ya que era fundamentalmente un extremo o a veces alternado en distintos puestos del mediocampo ofensivo, consiguió la distinción de ser goleador de este torneo corto (11 goles) y su equipo quedó segundo puesto al concluir el mismo quedándose a tan solo 1 punto de lograrlo. Sus estadísticas son muy positivas en este año y lo demuestran siendo 26 partidos con las 16 dianas ya dichas y 4 asistencias. 

## Clubes
Actualizado al último partido disputado el 29 de octubre de 2023.
| Club                | País                | Año                 | Partidos | Goles | Asistencias |
| ------------------- | ------------------- | ------------------- | -------- | ----- | ----------- |
| Deportivo UNP       | Perú                | 2014                | -        | -     | -           |
| Defensor La Bocana  | Perú                | 2014 - 2016         | 28       | 1     | 4           |
| Alianza Atlético    | Perú                | 2017                | 26       | 0     | 1           |
| Atlético Grau       | Perú                | 2018                | 23       | 5     | 4           |
| Carlos A. Mannucci  | Perú                | 2019 - 2020         | 37       | 1     | 4           |
| Sport Huancayo      | Perú                | 2021 - Actualidad   | 93       | 31    | 12          |
| Total en su carrera | Total en su carrera | Total en su carrera | 200      | 38    | 25          |

## Palmarés

### Distinciones individuales
| Distinción                                     | Año  |
| ---------------------------------------------- | ---- |
| Máximo goleador del Torneo Apertura (11 goles) | 2022 |
| Máximo goleador de la Liga 1 (19 goles)        | 2022 |